# تابع نقل مناسب
في نظرية التحكم، إن تابع النقل المناسب (بالإنجليزي proper transfer function) هو دالة نقل (أو دالة تحويل) فيها درجة البسط لا تتجاوز درجة المقام (أو القاسم). و دالة النقل المناسبة تمامًا (strictly proper transfer function) هي دالة النقل حيث تكون درجة البسط أقل تماما من درجة المقام.
إن الفرق بين درجة المقام (عدد الأقطاب) ودرجة البسط (عدد الأصفار) هي الدرجة النسبية (relative degree) لدالة النقل.

## مثال
تابع النقل التالي:
{\displaystyle {\textbf {G}}(s)={\frac {{\textbf {N}}(s)}{{\textbf {D}}(s)}}={\frac {s^{4}+n_{1}s^{3}+n_{2}s^{2}+n_{3}s+n_{4}}{s^{4}+d_{1}s^{3}+d_{2}s^{2}+d_{3}s+d_{4}}}}
هو مناسب لكنه ليس مناسب بشكل تام
تابع النقل التالي غير مناسب (ولا مناسب تمامًا)
{\displaystyle {\textbf {G}}(s)={\frac {{\textbf {N}}(s)}{{\textbf {D}}(s)}}={\frac {s^{4}+n_{1}s^{3}+n_{2}s^{2}+n_{3}s+n_{4}}{d_{1}s^{3}+d_{2}s^{2}+d_{3}s+d_{4}}}}
تابع النقل التالي مناسب تمامًا
{\displaystyle {\textbf {G}}(s)={\frac {{\textbf {N}}(s)}{{\textbf {D}}(s)}}={\frac {n_{1}s^{3}+n_{2}s^{2}+n_{3}s+n_{4}}{s^{4}+d_{1}s^{3}+d_{2}s^{2}+d_{3}s+d_{4}}}}